# スナップディッシュ
スナップディッシュ株式会社（英: Snapdish, Inc.）は、東京都武蔵野市に本社を置き、インターネットメディアやスマートフォンアプリに関する事業を行っている日本の企業である。旧社名は、ヴァズ株式会社（英: Vuzz Inc.）

## 概要
「SnapDish(スナップディッシュ) | 料理とレシピがひらめくお料理サイト」を企画・開発・運営している。また、食品・飲料メーカー向けにマーケティング支援事業を行っている。
創業の中心メンバーは、元ライブドア（現・LINE株式会社）の前身であるオン・ザ・エッヂの出身である。

## サービス

### SnapDish （スナップディッシュ）| 料理とレシピがひらめく料理写真共有アプリ
同社運営による料理専門のソーシャル・ネットワーキング・サービス(SNS)。利用者は、料理写真とレシピをシェアしたり閲覧することができる。料理写真のシェアは、iPhoneやiPod touch、Android、Kindleなどのアプリをダウンロードして行う。
SnapDishのアプリは、料理が美味しそうに撮れている瞬間をスコアで教えてくれるAI料理カメラ機能や料理フィルタ機能で料理写真をおいしそうに加工したり、SnapDishや「Facebook」「Twitter」「mixi」などへシェアしたりすることができる。